# Sympetrum pedemontanum
Sympetrum pedemontanum е вид водно конче от семейство Libellulidae. Видът не е застрашен от изчезване.

## Разпространение и местообитание
Разпространен е в Австрия, Азербайджан, Армения, Беларус, Белгия, България, Германия, Грузия, Испания, Италия, Казахстан, Киргизстан, Китай, Латвия, Литва, Лихтенщайн, Молдова, Монголия, Нидерландия, Полша, Северна Македония, Румъния, Русия, Северна Корея, Словакия, Словения, Сърбия, Таджикистан, Турция, Узбекистан, Украйна (Крим), Унгария, Франция, Хърватия, Чехия, Швейцария, Швеция, Южна Корея и Япония. Временно е пребиваващ във Великобритания и Дания.
Регионално е изчезнал в Люксембург и вероятно е изчезнал в Гърция.
Обитава места със суха почва, хълмове, ливади и езера в райони с умерен климат.

## Описание
Популацията на вида е стабилна.